# Championnat du Ghana de football 1969
Navigation
Saison précédente Saison suivante
La saison 1969 du Championnat du Ghana de football est la onzième édition de la première division au Ghana, la Premier League. Elle regroupe, sous forme d'une poule unique, les douze meilleures équipes du pays qui se rencontrent deux fois, à domicile et à l'extérieur. Il n'y a pas de relégation en fin de saison car l'édition suivante du championnat se déroule selon une formule totalement différente.
C'est le club d'Asante Kotoko, double tenant du titre, qui est à nouveau sacré cette saison après avoir terminé en tête du classement final, avec un seul point d'avance sur Susu Biribi FC et deux sur Mysterious Dwarfs. C'est le sixième titre de champion du Ghana de l'histoire du club.

## Les clubs participants
| - Hearts of Oak SC - Asante Kotoko - Cornerstones Kumasi - Great Olympics - Brong Ahafo United - Sekondi Hasaacas | - Eleven Wise - Susu Biribi FC - Promu de D2 - Mysterious Dwarfs - Venomous Vipers - Eastern Rovers - Bofoakwa Tano FC |

## Compétition
Le barème de points servant à établir les classements se décompose ainsi :
- Victoire : 2 points
- Match nul : 1 point
- Défaite : 0 point

### Classement
| Rang | Équipe              | Pts | J  | G  | N | P  | Bp | Bc | Diff |
| ---- | ------------------- | --- | -- | -- | - | -- | -- | -- | ---- |
| 1    | Asante KotokoT      | 30  | 22 | 14 | 2 | 6  | 51 | 29 | +22  |
| 2    | Susu Biribi FCP     | 29  | 22 | 10 | 9 | 3  | 37 | 27 | +10  |
| 3    | Mysterious Dwarfs   | 28  | 22 | 11 | 6 | 5  | 35 | 18 | +17  |
| 4    | Eleven Wise         | 24  | 22 | 9  | 6 | 7  | 36 | 27 | +9   |
| 5    | Hearts of Oak SC    | 23  | 22 | 8  | 7 | 7  | 30 | 25 | +5   |
| 6    | Brong Ahafo United  | 23  | 22 | 7  | 9 | 6  | 25 | 23 | +2   |
| 7    | Great Olympics      | 22  | 22 | 7  | 8 | 7  | 30 | 30 | 0    |
| 8    | Venomous Vipers     | 19  | 22 | 7  | 5 | 10 | 30 | 37 | -7   |
| 9    | Eastern Rovers      | 19  | 22 | 8  | 3 | 11 | 29 | 46 | -17  |
| 10   | Sekondi Hasaacas    | 18  | 22 | 6  | 6 | 10 | 26 | 35 | -9   |
| 11   | Cornerstones Kumasi | 18  | 22 | 5  | 8 | 9  | 20 | 28 | -8   |
| 12   | Bofoakwa Tano FC    | 11  | 22 | 2  | 7 | 13 | 27 | 50 | -23  |

|  | Qualification pour la Coupe des clubs champions africains 1970                        |
|  | T : Tenant du titre C : Vainqueur de la Coupe du Ghana P : Promu de deuxième division |

## Bilan de la saison
| Championnat du Ghana de football 1969    |                          |
| Champion                                 | Asante Kotoko (6e titre) |
| Coupes et trophées                       |                          |
| Vainqueur de la Coupe du Ghana 1969      | Mysterious Dwarfs        |
| Qualifications continentales             |                          |
| Coupe des clubs champions africains 1970 | Asante Kotoko            |
| Promotions et relégations                |                          |
| Promus en Premier League                 | Aucun                    |
| Relégués en Second League                | Aucun                    |